# Адам Јаношик
Адам Јаношик (слч. Adam Jánošík — Спишка Нова Вес, 7. септембар 1992) професионални је словачки хокејаш на леду који игра на позицијама одбрамбеног играча.
Члан је сениорске репрезентације Словачке за коју је на међународној сцени дебитовао на светском првенству 2015. године.
Учествовао је на улазном драфту НХЛ лиге 2010. где га је као 72. пика у трећој рунди одабрала екипа Тампа беј лајтнингса. Професионалну каријеру започео је 2012. играјући у чешком првенству у дресу екипе Били тигри из Либереца. У сезони 2014/15. играо је у словачком првенству за екипу Кошица са којом је освојио титулу националног првака.